# موس گوهین
موس گوهین (انگلیسی: Moose Goheen; ۸ فوریهٔ ۱۸۹۴ – ۱۳ نوامبر ۱۹۷۹) بازیکن هاکی روی یخ اهل ایالات متحده آمریکا بود.
وی همچنین برندهٔ جوایزی همچون تالار افتخارات هاکی شده‌است.